# Maria Arredondo
Maria Sødal Arredondo, född 6 juli 1985 i Vennesla i Vest-Agder, är en norsk sångerska. Hennes efternamn, Arredondo, kommer från hennes chilenska styvfar. Arredondo uppträdde mycket som barn och fick kontrakt med Scandinavian Artist Management när hon var 14 år och med skivbolaget Universal Music år 2000. Hon har spelat huvudrollen i Sound of Music på Edderkoppen teater i Oslo, premiär i september 2008. Hon deltog i Norsk Melodi Grand Prix 2010 med låten "The Touch" skriven av Rolf Løvland.

## Diskografi
Album
- Maria Arredondo (2003)
- Not Going Under (2004)
- Min Jul (2005) (med TrondheimSolistene)
- For A Moment (2007)
- Sound of Musicals (2008)
- Heime nå (2013)

Singlar (i urval)
- "Can let Go" (2003)
- "Just a Little Heartache" (2003)
- "In Love With an Angel" (2003)
- "Hardly Hurts at All" (2003)
- "A Thousand Nights" (2003)
- "Mad Summer" (2004)
- "Burning" (2004)
- "Cross Every River" (2005)
- "On Christmas Day" (2006)
- "Brief and Beautiful" (2007)
- "Kyrie Eleison" (2007)
- "Beauty and the Beast" (2008)
- "Sound of Musicals" (2008)
- "The Touch" (2010)
- "Det jeg har gitt fra meg" (2013)
- "Heime nå" (2013)
- "Antenna" (2014)